# Йоко Ота
Йоко Ота (на японски: 大田 洋子 Ota Yōko, 18 ноември 1906 г. – 10 декември 1963 г.) е японска писателка, представител на литературния жанр за атомната бомба. Истинско име: Хацуко Ота.

## Биография
Родена в град Хирошима, родителите ѝ се развеждат, когато е на осем години. В младостта си е чела Такубоку Ишикава и Шусей Токуда, както и Гьоте и Хайне. Повлияна е и от Лев Толстой. След като завършва гимназия, тя работи като начален учител и секретарка, като често се мести в Токио, Осака и Хирошима. Омъжва се през 1926 г., но скоро напуска семейството и детето си. В Ономичи и Осака тя работи като сервитьорка, като същевременно започва да пише разкази през 1929 г. По покана на Кан Кикучи тя най-накрая се премества в Токио и започва работа като репортер в списание. Там тя пише произведения в унисон с женската проза. Тя се озовава на литературната сцена, работейки за няколко списания като Nyonin Geijutsu. През 1939 г. тя печели първо място в конкурса на списание Chuokoron за разказа си Ama (海 女).
През 1940 г. военният роман на Ота Sakura no kuni (The Cherry Land) е удостоен с наградата на вестник Asahi и получава широко обществено признание. През август 1945 г. тя оцелява след атомната бомбардировка над Хирошима. Страхувайки се от неизбежна смърт от лъчева болест, тя работи трескаво, за да завърши Shikabane no machi (Град на трупове), разказ за преживяванията ѝ в Хирошима по време на бомбардировката. Романът е написан през есента на 1945 г., но след това е цензуриран и в крайна сметка е публикуван три години по-късно с премахнати части. По други сведения е забранен от окупационните власти. Това е последвано от публикуването на Ningen ranru (Човешки парцали), който спечели женската литературна награда. Градът на труповете е публикуван за първи път през 1948 г., а Хотару (Светулки) през 1953 г. „Han ningen“ (Половин човек), публикуван за първи път през 1954 г. и удостоен с Културна награда за мир, илюстрира психологическата борба на автора със заплахата от лъчева болест и страха от евентуална нова война. Както професорът от Йейл Джон Уитиър Трийт пише в книгата си Writing Ground Zero, „Half-Man“ затвърждава мнението, че Ота е „жена, чиято душа е била огорчена, разтревожена и наранена от трагедия и чиято проза е еднакво горчива, разтревожена, и уязвима."
Излагането на бомбата причинява здравословни проблеми и тя скоро достига предела си в артистичното си изразяване. Тя променя стила си и започва да пише истории за вътрешни психологически преживявания. Ота умира от инфаркт през 1963 г., докато е в горещ извор в Инаваширо, префектура Фукушима. Четиритомният Ōta Yōko shū (Събрани произведения на Йоко Ота), редактиран от Инеко Сата и други, е публикуван посмъртно през 1982 г.